# Gouverneur général de la Nouvelle-France
Le gouverneur de la Nouvelle-France était nommé par le roi de France pour administrer l'armée et comme chef de la diplomatie dans les colonies de l'Amérique du Nord française, soit le Canada, l'Acadie et la Louisiane, de 1534 à 1763. Le gouverneur représentait la personne du roi ; il était donc le personnage le plus important de la colonie.
L'armée, qui était sous ses ordres, était composée de soldats réguliers venus de France et de la milice qui était constituée de personnes recrutées dans la population lors des conflits avec les Amérindiens ou avec les colonies anglaises voisines.
Son rôle de diplomate le rendait responsable des relations avec les colonies anglaises et avec les différentes nations amérindiennes.
Son pouvoir à la tête de la Nouvelle-France était partagé avec l'intendant.

## Liste des gouverneurs de la Nouvelle-France

### Gouverneur de 1534 à 1541
| Nom             | Portrait | Début           | Fin             | Souverain    |
| --------------- | -------- | --------------- | --------------- | ------------ |
| Jacques Cartier |          | 24 juillet 1534 | 15 janvier 1541 | François Ier |

### Lieutenant-général de 1541 à 1543
| Nom                                           | Portrait | Début           | Fin            | Souverain    |
| --------------------------------------------- | -------- | --------------- | -------------- | ------------ |
| Jean-François de La Rocque, Sieur de Roberval |          | 15 janvier 1541 | Septembre 1543 | François Ier |

### Lieutenants-généraux de 1598 à 1614
| Nom                                               | Début           | Fin          | Souverain              |
| ------------------------------------------------- | --------------- | ------------ | ---------------------- |
| Troilus de Mesgouez, Marquis de La Roche-Mesgouez | 12 janvier 1598 | Février 1606 | Henri IV               |
| Jean de Biencourt, Baron de Saint-Just            | Février 1606    | 1614         | Henri IV et Louis XIII |

### Gouverneurs français de 1624 à 1629
| Nom                 | Portrait | Début        | Fin             | Note                                                                  | Souverain  |
| ------------------- | -------- | ------------ | --------------- | --------------------------------------------------------------------- | ---------- |
| Émery de Caen       |          | Août 1624    | Juillet 1626    | Premier mandat de gouverneur de la Nouvelle-France à titre provisoire | Louis XIII |
| Samuel de Champlain |          | Juillet 1626 | 22 juillet 1629 | Premier mandat de gouverneur de la Nouvelle-France                    | Louis XIII |

### Gouverneur anglais de 1629 à 1632
| Nom         | Début           | Fin         | Note                                                                              | Souverain                                             |
| ----------- | --------------- | ----------- | --------------------------------------------------------------------------------- | ----------------------------------------------------- |
| Lewis Kirke | 22 juillet 1629 | 4 mars 1632 | Gouverneur après la prise de la ville de Québec par son frère David Kirke en 1629 | Charles Ier (roi d'Angleterre, d'Écosse et d'Irlande) |

### Gouverneurs français de 1632 à 1636
| Nom                                             | Portrait | Début            | Fin              | Note                                                                   | Souverain  |
| ----------------------------------------------- | -------- | ---------------- | ---------------- | ---------------------------------------------------------------------- | ---------- |
| Émery de Caen                                   |          | 20 avril 1632    | 1er mars 1633    | Deuxième mandat de gouverneur de la Nouvelle-France à titre provisoire | Louis XIII |
| Samuel de Champlain                             |          | 1er mars 1633    | 25 décembre 1635 | Deuxième mandat en tant que gouverneur de la Nouvelle-France           | Louis XIII |
| Marc Antoine Jacques Bras-de-fer de Châteaufort |          | 25 décembre 1635 | 11 juin 1636     | Gouverneur de la Nouvelle-France à titre provisoire                    | Louis XIII |

### Gouverneurs généraux français de 1636 à 1755
| Nom                                                                   | Portrait          | Début             | Fin               | Note | Souverain               |
| --------------------------------------------------------------------- | ----------------- | ----------------- | ----------------- | --- | ----------------------- |
| Charles Jacques Huault de Montmagny                                   |                   | 11 juin 1636      | 19 août 1648      | | Louis XIII et Louis XIV |
| Louis d'Ailleboust de Coulonge                                        |                   | 20 août 1648      | 12 octobre 1651   | Premier mandat en tant que gouverneur-général de la Nouvelle-France. Il revient de façon provisoire pour un deuxième mandat.                                                       | Louis XIV               |
| Louis d'Ailleboust de Coulonge                                        | 13 septembre 1657 | 11 juillet 1658   |                   | Premier mandat en tant que gouverneur-général de la Nouvelle-France. Il revient de façon provisoire pour un deuxième mandat.                                                       | Louis XIV               |
| Jean de Lauzon                                                        |                   | 14 octobre 1651   | 12 septembre 1657 | | Louis XIV               |
| Charles de Lauzon de Charney                                          |                   | Septembre 1656    | 12 septembre 1657 | En remplacement de Jean de Lauzon | Louis XIV               |
| Pierre de Voyer d'Argenson                                            |                   | 11 juillet 1658   | 31 août 1661      | | Louis XIV               |
| Pierre du Bois d'Avaugour (ou Pierre Dubois Davaugour)                |                   | 31 août 1661      | 23 juillet 1663   | | Louis XIV               |
| François de Montmorency-Laval                                         |                   | 23 juillet 1663   | 15 août 1663      | Évêque de Québec à partir de 1674, il mène deux mandats de gouverneur à titre de remplaçant provisoire.                                                                            | Louis XIV               |
| François de Montmorency-Laval                                         | 9 mai 1682        | 9 octobre 1682    |                   | Évêque de Québec à partir de 1674, il mène deux mandats de gouverneur à titre de remplaçant provisoire.                                                                            | Louis XIV               |
| Charles Augustin de Saffray                                           |                   | 15 août 1663      | 5 mai 1665        | | Louis XIV               |
| Jacques Leneuf de La Poterie (concurrent avec Alexandre de Prouville) |                   | 6 mai 1665        | 12 septembre 1665 | Le gouverneur de Saffray de Mézy le nomma "pour être son lieutenant après sa mort", le Conseil souverain vota le 27 mai 1665 pour lui accorder le pouvoir sur la milice seulement. | Louis XIV               |
| Alexandre de Prouville                                                |                   | 6 mai 1665        | 12 septembre 1665 | Lieutenant-général, gouverneur-général de la Nouvelle-France à titre provisoire | Louis XIV               |
| Daniel de Rémy de Courcelles                                          |                   | 12 septembre 1665 | 12 septembre 1672 | | Louis XIV               |
| Louis de Buade de Frontenac                                           |                   | 12 septembre 1672 | 9 mai 1682        | | Louis XIV               |
| Louis de Buade de Frontenac                                           | 12 août 1689      | 28 novembre 1698  |                   | | Louis XIV               |
| Joseph-Antoine Le Febvre de La Barre                                  |                   | 9 octobre 1682    | 10 mars 1685      | | Louis XIV               |
| Jacques de Meulles                                                    |                   | 10 mars 1685      | 1er août 1685     | Intendant de la Nouvelle-France, gouverneur-général de la Nouvelle-France à titre provisoire                                                                                       | Louis XIV               |
| Jacques-René de Brisay                                                |                   | 1er août 1685     | 12 août 1689      | | Louis XIV               |
| Louis-Hector de Callière Bonnevue                                     |                   | 29 novembre 1698  | 26 mai 1703       | Gouverneur de Montréal, gouverneur-général de la Nouvelle-France à titre provisoire jusqu'au 14 septembre 1699, date à laquelle il devint gouverneur titulaire                     | Louis XIV               |
| Philippe de Rigaud de Vaudreuil                                       |                   | 27 mai 1703       | 1714              | Gouverneur-général de la Nouvelle-France à titre jusqu'au 16 septembre 1705 | Louis XIV               |
| Philippe de Rigaud de Vaudreuil                                       | 1716              | 10 octobre 1725   | Louis XV          | Gouverneur-général de la Nouvelle-France à titre jusqu'au 16 septembre 1705 |                         |
| Claude de Ramezay                                                     |                   | 1714              | 1716              | Gouverneur de Montréal, gouverneur-général de la Nouvelle-France à titre provisoire durant l'absence de Philippe de Rigaud de Vaudreuil                                            | Louis XIV               |
| Charles II Le Moyne                                                   |                   | 10 octobre 1725   | 11 janvier 1726   | Administrateur général de la Nouvelle-France | Louis XV                |
| Charles de La Boische                                                 |                   | 11 janvier 1726   | 19 septembre 1747 | | Louis XV                |
| Rolland-Michel Barrin                                                 |                   | 19 septembre 1747 | 15 août 1749      | Gouverneur-général de la Nouvelle-France à titre provisoire | Louis XV                |
| Jacques-Pierre de Taffanel de La Jonquière                            |                   | 15 août 1749      | 17 mars 1752      | | Louis XV                |
| Charles III Le Moyne                                                  |                   | 17 mars 1752      | Juillet 1752      | Administrateur général de la Nouvelle-France à titre provisoire | Louis XV                |
| Michel-Ange Duquesne de Menneville                                    |                   | Juillet 1752      | 10 juillet 1755   | | Louis XV                |

### Gouverneur général canadien-français 1755 à 1760
| Nom                                             | Portrait | Début           | Fin              | Note                                     | Souverain |
| ----------------------------------------------- | -------- | --------------- | ---------------- | ---------------------------------------- | --------- |
| Pierre de Rigaud, Marquis de Vaudreuil-Cavagnal |          | 10 juillet 1755 | 8 septembre 1760 | Gouverneur-général de la Nouvelle-France | Louis XV  |

### Gouverneur général britannique de 1760 à 1763
| Nom             | Portrait | Début            | Fin             | Note                                                                 | Souverain                                    |
| --------------- | -------- | ---------------- | --------------- | -------------------------------------------------------------------- | -------------------------------------------- |
| Jeffery Amherst |          | 8 septembre 1760 | 10 février 1763 | Commandant en chef de l'armée britannique en Nouvelle-France occupée | George III (roi du Royaume-Uni et d'Irlande) |